# Amazone à front bleu
Amazona aestiva
Espèce
Statut de conservation UICN

 NT  : Quasi menacé
Statut CITES
 (mai 2018).
Si vous disposez d'ouvrages ou d'articles de référence ou si vous connaissez des sites web de qualité traitant du thème abordé ici, merci de compléter l'article en donnant les références utiles à sa vérifiabilité et en les liant à la section « Notes et références ».
L'Amazone à front bleu (Amazona aestiva) est une espèce d'oiseaux de la famille des Psittacidae (celle des perroquets).

## Caractéristiques

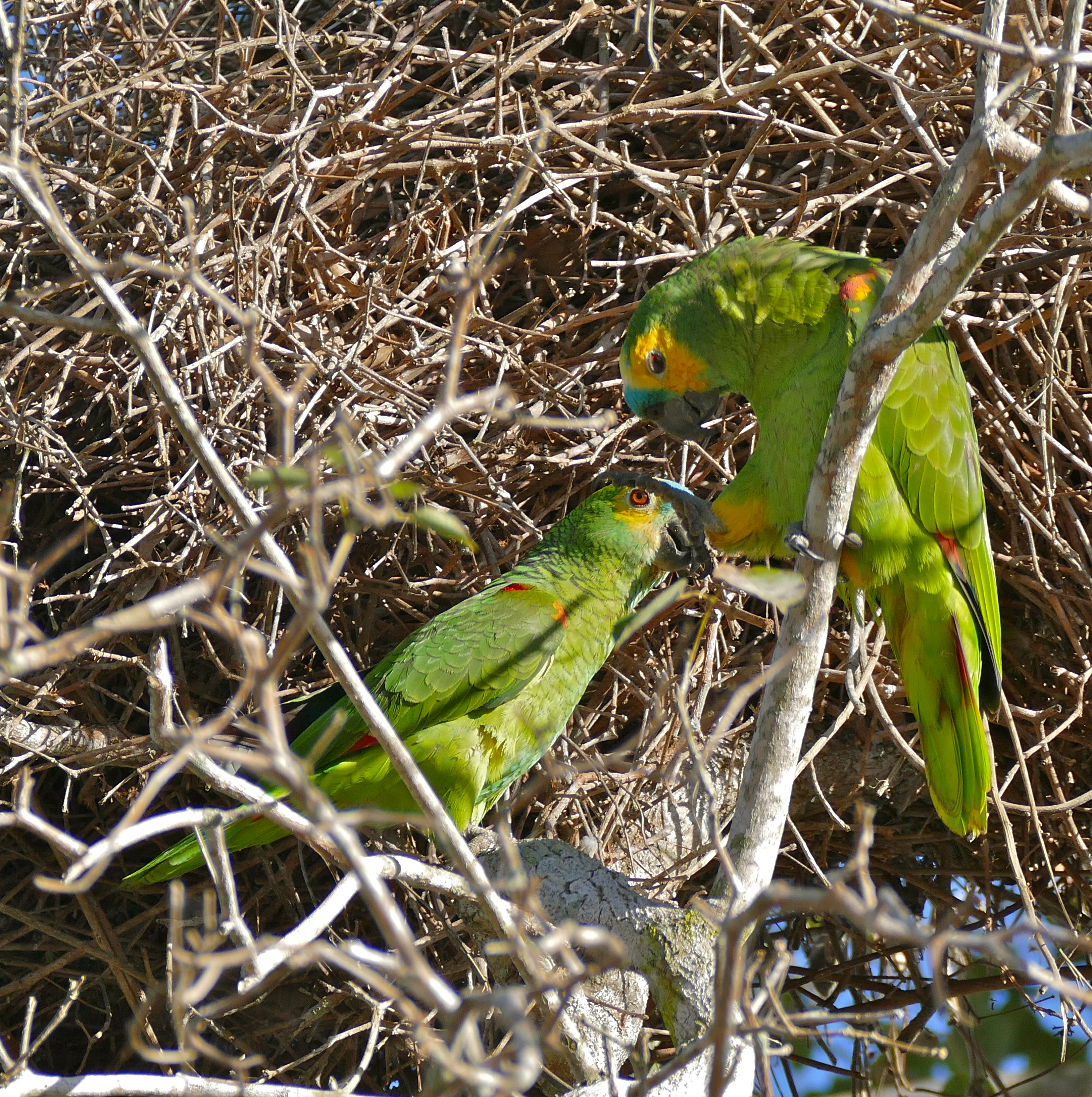
Un couple, au Brésil.

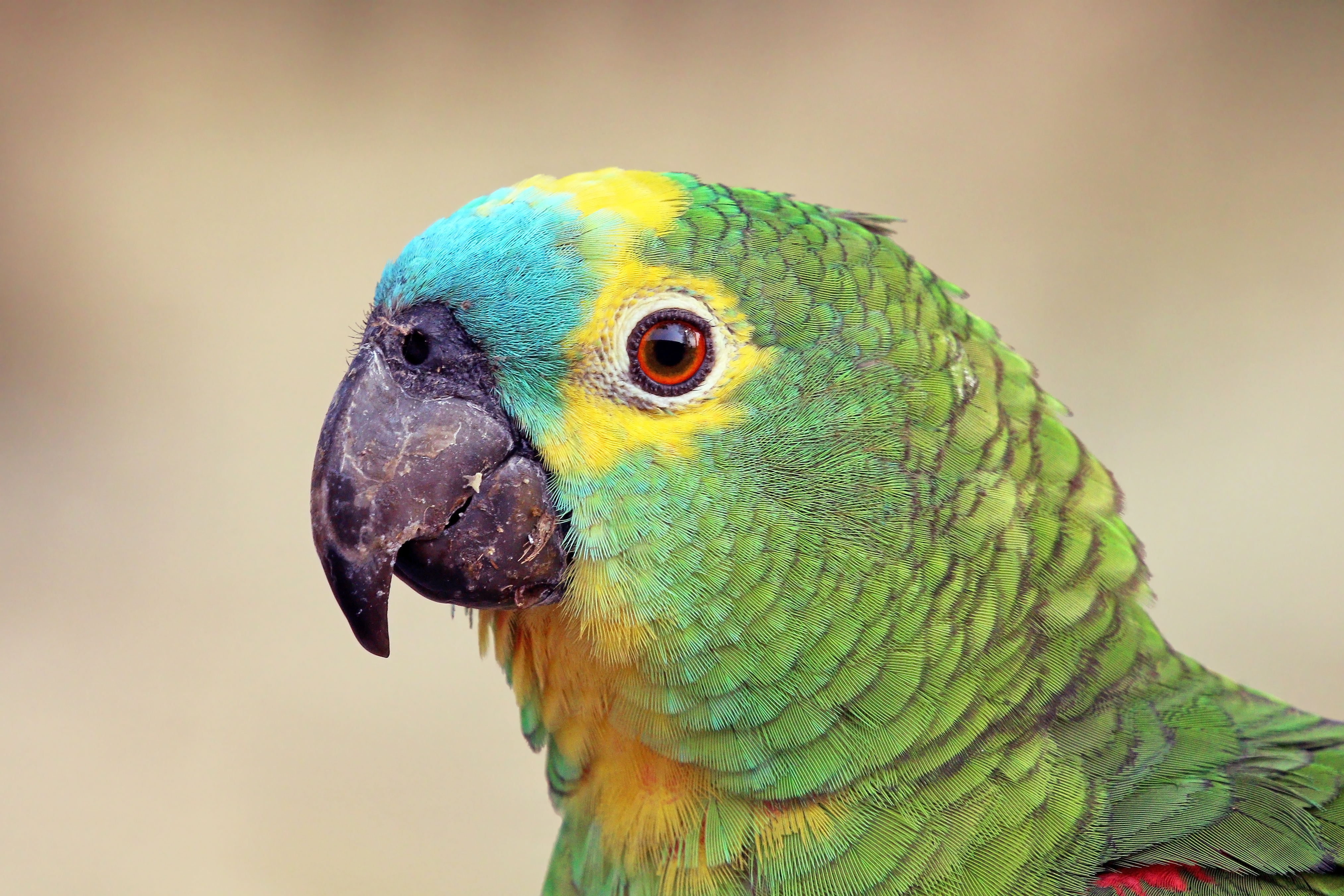
Amazone à front bleu.

L'oiseau mesure entre 35 et 38 cm (soit un peu plus que la moyenne au sein du genre Amazona), pour une masse d'environ 450 g.
C'est un oiseau trapu à plumage vert écaillé de jaune sur les parties ventrales. La zone autour des yeux est jaune et le front bleu pâle. Les épaules sont rouges ainsi que les miroirs alaires à la base des cinq premières rémiges secondaires. Les rémiges primaires sont bleu violet. La queue est verte nuancée de jaune. Les yeux sont entourés de peau claire avec des iris foncés cerclés d’orange. Cet oiseau dispose d’un bec robuste gris foncé (presque noir), tout comme la cire et les pattes.
Les jeunes ressemblent aux adultes mais ont les couleurs faciales bleues et jaunes presque absentes ou très nuancées ainsi que les iris châtain. Les jeunes obtiennent leurs couleurs définitives à la maturité sexuelle vers l'âge de 3 à 4 ans.
Un dimorphisme sexuel sur les couleurs du plumage sur le front et au bout des ailes, non visible à l'œil humain, a été documenté.
Cet oiseau peut vivre environ 40 ans.

## Habitat et répartition
Son habitat se situe en Amérique du Sud, du Brésil au Paraguay et de la Bolivie à l'Argentine.

## Écologie et comportement

### Alimentation
Cet oiseau se nourrit de graines, de noix et de baies. Il est frugivore et granivore.

### Reproduction

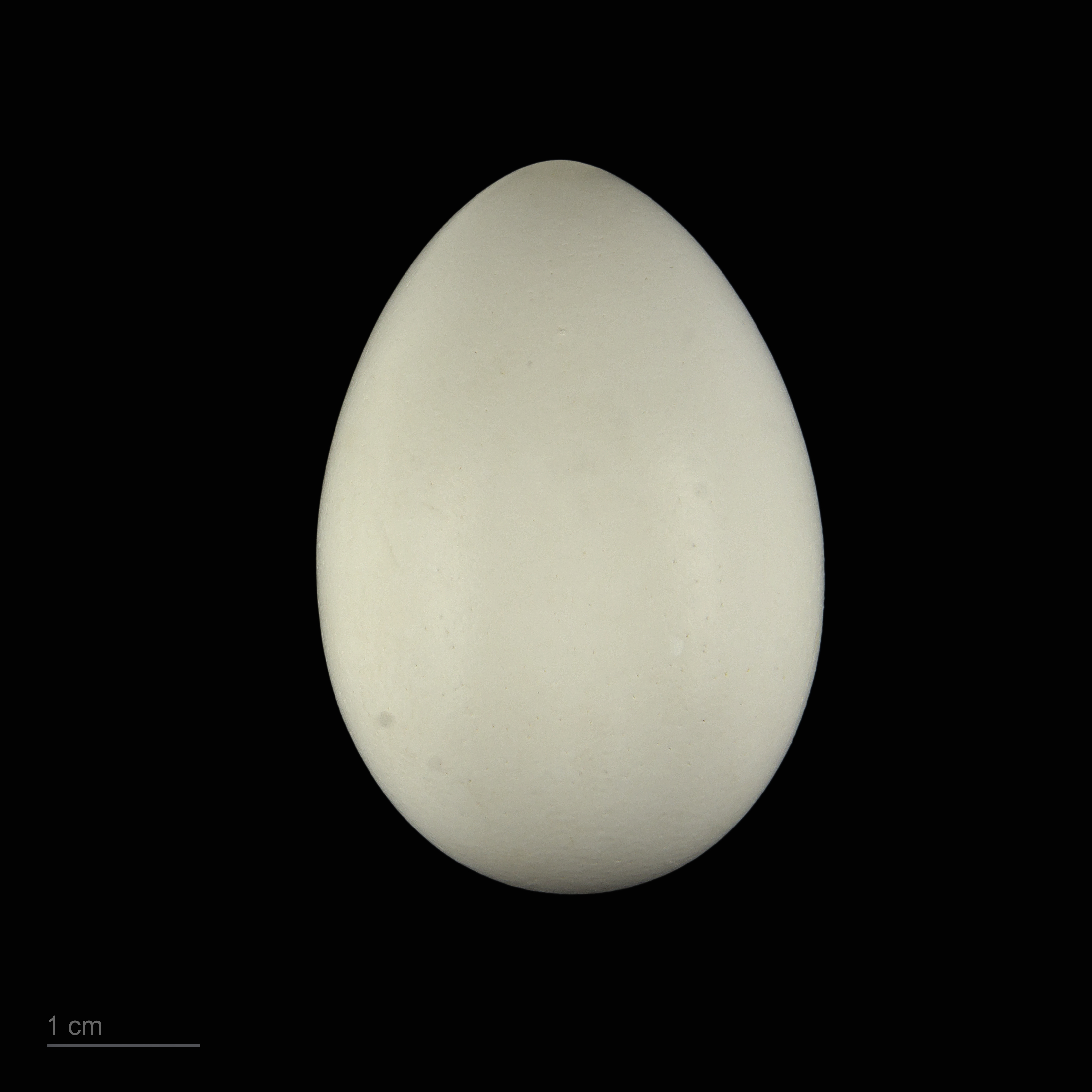
œufs de Amazona aestiva - Muséum de Toulouse

## Classification

### Sous-espèces
D'après la classification de référence (version 5.2, 2015) du Congrès ornithologique international, cette espèce est constituée des deux sous-espèces (ordre phylogénique) :
- Amazona aestiva aestiva du Brésil ;
- Amazona aestiva xanthopteryx connue sous le nom d’Amazone à front bleu du Paraguay ou d'Amazone à ailes jaunes, très proche de la forme précédente avec comme seules différences que le jaune est plus étendu et le rouge des épaules et le bleu de la face sont plus marqués.

## Conservation
Le commerce de cette espèce est réglementé par l'annexe II de la Convention sur le commerce international des espèces de faune et de flore sauvages menacées d'extinction (CITES).

## Élevage

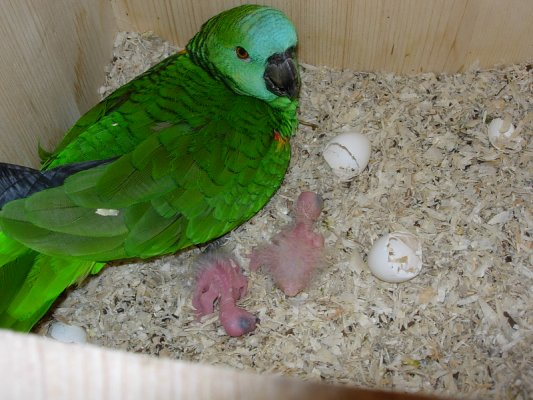
Poussins d'amazone à front bleu âgés de 1 et 2 jours.

L'Amazone à front bleu est utilisée comme animal de compagnie, c'est l'un des psittacidés de compagnie les plus courants. Il est élevé en captivité à cet effet.
La reproduction commence en général vers fin mars début mai. Le mâle devient alors très nerveux et peu se montrer très agressif envers son soigneur. La femelle pond de 3 à 5 œufs qu'elle couve seule pendant 25-26 jours. Le mâle nourrit sa femelle au nid. Quand les petits naissent le mâle participe au nourrissage. Les jeunes sont sevrés vers l’âge de 3 mois.
L'amazone s'attache à une personne en particulier, il peut en devenir "amoureux". Il peut devenir agressif envers d'autres personnes s'il ne les accepte pas. Il fait en quelque sorte sa sélection de personnes pouvant l'approcher.
En captivité il est nourri d'un mélange de graines pauvres en graisses, de fruits et légumes de toutes sortes sauf le citron et le pamplemousse trop acides, les pommes de terre et les avocats (les oiseaux digèrent mal l'amidon). On peut aussi leur donner des bourgeons d'arbres fruitiers, du pissenlit, du plantain, du mouron des oiseaux (à fleurs blanches) et du chardon. Les baies telle que le pyracantha, sorbier des oiseaux, églantines, cotonéasters lacteus, etc., sont très appréciées.